# Jóhann Guðmundsson
Jóhann Birnir Guðmundsson (Reykjavík, 5 dicembre 1977) è un calciatore islandese, centrocampista del Keflavík.

## Carriera

### Club
Guðmundsson cominciò la carriera con la maglia del Víðir Garði, per poi passare al Keflavík. Successivamente, fu ingaggiato dagli inglesi del Watford, che nel 2000 lo prestarono ai connazionali del Cambridge United.
Fu poi tesserato dai norvegesi del Lyn Oslo, per cui esordì nella Tippeligaen il 16 aprile 2001, quando fu titolare nel pareggio per 2-2 contro lo Strømsgodset. Il 20 maggio dello stesso anno, siglò la prima rete, nel pareggio per 1-1 contro il Viking.
Firmò poi per gli svedesi dello Örgryte, che lo fecero debuttare nella Allsvenskan il 5 aprile 2004, nella vittoria per 1-2 sul campo dell'Elfsborg. Militò poi nel GAIS, prima di far ritorno al Keflavík.

### Nazionale
Guðmundsson conta 8 presenze per l'Islanda.